# Iwan Popow (polityk)
Iwan Wasiljewicz Popow (ros. Ива́н Васи́льевич Попо́в, ur. 24 stycznia 1894 we wsi Wiercholipowo w guberni wiackiej, zm. 11 marca 1952 w Moskwie) – radziecki polityk.

## Życiorys
W latach 1904–1908 był alumnem seminarium duchownego w Wiatce, z którego został usunięty, 1913-1917 studiował na Wydziale Historyczno-Filologicznym Uniwersytetu Petersburskiego, w marcu 1917 wstąpił do SDPRR(b). Od maja do października 1917 przewodniczący Komitetu Powiatowego SDPRR(b) w Głazowie, od października 1917 do lutego 1918 przewodniczący gubernialnego biura SDPRR(b) w Wiatce, od kwietnia do października 1918 przewodniczący wiackiego gubernialnego nadzwyczajnego sztabu rewolucyjnego, w maju-czerwcu 1918 przewodniczący komitetu wykonawczego wiackiej rady gubernialnej. Od października 1919 do stycznia 1920 zastępca przewodniczącego, a w styczniu-lutym 1920 przewodniczący gubernialnego komitetu rewolucyjnego w Tiumeni, potem do lipca 1920 zastępca przewodniczącego komitetu wykonawczego wiackiej rady miejskiej, od lipca do grudnia 1920 przewodniczący komitetu wykonawczego wiackiej rady miejskiej. Od sierpnia 1920 do lipca 1921 zastęp0ca przewodniczącego komitetu wykonawczego wiackiej rady gubernialnej, od września 1921 pełnomocnik wotskiego obwodu autonomicznego w Moskwie, od stycznia do grudnia 1922 przewodniczący komitetu wykonawczego tiumeńskiej rady gubernialnej, od grudnia 1922 do czerwca 1924 przewodniczący komitetu wykonawczego czernihowskiej rady gubernialnej.
Od sierpnia 1924 do kwietnia 1925 przewodniczący komitetu wykonawczego nadmorskiej rady gubernialnej, od kwietnia 1925 do maja 1926 szef zarządu finansów lokalnych Ludowego Komisariatu Finansów ZSRR, od 6 maja 1926 do 5 marca 1927 przewodniczący komitetu wykonawczego smoleńskiej rady gubernialnej, 1927-1929 szef Zarządu Podatkowego Ludowego Komisariatu Finansów ZSRR. W 1929 pełnomocnik "Sojuzchleba" na Syberii i w Kazachstanie, 1930 członek Zarządu "Sojuzchleba", od 1930 zastępca przewodniczącego komitetu wykonawczego wschodniosyberyjskiej rady krajowej, później do 1933 zastępca przewodniczącego komitetu wykonawczego niżnie-wołżańskiej rady krajowej. Od 1933 pełnomocnik Państwowej Komisji ds. Plonów na Kraj Zachodniosyberyjski, następnie na Kraj Azowsko-Czarnomorski, od lutego 1935 szef Zarządu Kultur Oleistych Ludowego Komisariatu Rolnictwa ZSRR, następnie do 1937 inspektor Ludowego Komisariatu Rolnictwa ZSRR. Zastępca stałego przedstawiciela Udmurckiej ASRR przy Prezydium WCIK, 1938-1941 konsultant Stałego Przedstawicielstwa Kirgiskiej SRR przy Radzie Ministrów ZSRR, 1941-1943 zarządca kirowskiego biura obwodowego "Zagotzierno", 1943-1945 inspektor Głównego Zarządu Zbożowego. Od 1945 do 1946 szef wydziału Ludowego Komisariatu Zapasów ZSRR, od kwietnia 1946 nieetatowy wykładowca moskiewskiego obwodowego i miejskiego biura lektorskiego.